# Zonosaurus ornatus
Espèce
Synonymes
- Cicigna madagascariensis var. ornata Gray, 1831
- Gerrhosaurus lineatus Cocteau, 1834

Statut de conservation UICN

 LC  : Préoccupation mineure
Zonosaurus ornatus est une espèce de sauriens de la famille des Gerrhosauridae.

## Répartition
Cette espèce est endémique de Madagascar.

## Description
Cette espèce est ovipare. Elle mesure jusqu'à 20 cm de longueur totale.

## Publication originale
- Gray, 1831 "1830" : A synopsis of the species of Class Reptilia. The animal kingdom arranged in conformity with its organisation by the Baron Cuvier with additional descriptions of all the species hither named, and of many before noticed, V Whittaker, Treacher and Co., London, vol. 9, Supplement, p. 1-110 (texte intégral).